# Yasodharapura
Yaśodharapura (en khmer យសោធរបុរៈ) fou la primera capital de l'Imperi Khmer construïda a Angkor. La ciutat fou construïda durant el regnat de Yasovarman I (899-917 aC) després que el palau de l'anterior capital de Roluos resultés cremat durant els seus intents de consolidar el poder després de la mort del rei anterior, el seu pare.
Les capitals posteriors que foren construïdes en la mateixa àrea també s'anomenaren Yasodharapura. Aquest mot, d'origen sànscrit, significa «Ciutat santa» o, per extensió, «Ciutat capital». La primera Yasodharapura fou construïda al voltant de Phnom Bakheng, encara que també s'han trobat referències que l'anomenen Phnom Kandal («Muntanya central»).